# Gosses Bluff
Gosses Bluff is de naam van een inslagkrater in Hermannsburg, ongeveer 175 km ten westen van Alice Springs, in het centrum van Australië. De krater is ontstaan door een inslag van een meteoriet ongeveer 142,5 ± 0,8 miljoen jaar geleden, in het Vroeg-Krijt, vrij kort na het einde van het Jura. Door erosie is de originele krater van 22 km diameter naar 5 km diameter gekrompen.
De kraterranden zijn 150 m hoog en de diameter is 5 km. De meteoriet die insloeg zou een doorsnee van ongeveer 1 km gehad hebben en zich tot 5 km in de grond geboord hebben, waarbij hij volledig verdampte. Het idee dat de structuur door een meteorietinslag gevormd is werd voor het eerst voorgesteld in de jaren zestig aan de hand van straalkegels.
De krater wordt door de Western Arrente Aboriginals Tnorala genoemd en is voor hen een heilige plaats. De krater ligt dan ook in het Tnorala Conservation Reserve.
In de krater werd ooit aardolie gewonnen, tegenwoordig zijn alleen twee verlaten oliebronnen aanwezig.